# Geschichtserlebnisraum Lübeck
Geschichtserlebnisraum Lübeck, også kendt som Bauspielplatz Roter Hahn er en bygge- og historielegeplads i bydelen Kücknitz i Lübeck, Nordtyskland. Ved hjælp af fagfolk har børn opført en lille vikingelandsby bestående af langhuse, hytter, boder og stalde. 
Der udbydes kurser som "Stenalderteknologi" eller "Middelalderhåndværk" kan børn lære at smede, bearbejde flint eller konstruere kister eller væve, der styres af Bureauet for Anvendt arkæologi (Büro für angewandte Archäologie, AGIL), som samarbejder med byggelegepladsen.
Roter Hahn har eksisteret siden sommeren 1999. I 2003 blev der opført et langhus fra vikingetiden. Den 20. december 2006 modtog stedet en international pris for den levende formidling på stedet og de pædagogiske metoder.
I 2013 blev der opført en moderne indgangsbygning.
I maj 2016 begyndte arbejdet med at genopbygge en stavkirke fra 1170 fra Norge, og begyndte en ny fase af byggeriet omkring et middelalderligt klosterkompleks. Trækirken St. Nikolai blev indviet den 29. februar 2008 ved en gudstjeneste, hvor Lübeck-biskoppen Bärbel Wartenberg-Potter deltog.
I 2022 igangsatte museet et samarbejde med Middelaldercentret ved Nykøbing Falster.